# Gonzalo Torrente Ballester
Gonzalo Torrente Ballester (Serantes, Ferrol, 13 de junio de 1910-Salamanca, 27 de enero de 1999) fue un escritor español, uno de los más aclamados de su generación. Fue galardonado con el Premio Cervantes, el Premio Príncipe de Asturias de las Letras y el Premio Nacional de Narrativa.

## Biografía

### Infancia y juventud
Gonzalo Torrente Ballester nació en la localidad de Serantes, en la actualidad integrada en Ferrol. Comenzó sus estudios en el colegio de Nuestra Señora de la Merced, hoy conocido como colegio Tirso de Molina, de Ferrol. Estudió el bachillerato en La Coruña, como alumno libre. En 1921 su miopía le impidió iniciar la carrera militar en la Marina, oficio de su padre. Al año siguiente murió su abuelo Eladio, hombre que influyó notablemente en su formación; le regalaron como consuelo su primer Quijote. Resultó ser un lector inquieto y voraz, y en 1926 se matriculó por libre en la Universidad de Santiago de Compostela.
Por motivos familiares se trasladó a Oviedo, donde estudió Derecho. Inició su actividad periodística en el periódico ovetense El Carbayón. En Oviedo tuvo sus primeros contactos con las vanguardias literarias gracias a su compañero Basilio Fernández López, alumno de Gerardo Diego. En 1928 marchó a Vigo, residiendo en Lavadores, y leyó a James Joyce, Marcel Proust, Miguel de Unamuno y José Ortega y Gasset. Viajaría a Madrid, donde se instaló en 1929; allí frecuentó la tertulia de Valle-Inclán e inició estudios de Filosofía y Letras. Empezó, también, a trabajar en el diario anarquista La Tierra; el diario se cerró en 1930 y él volvió a Ferrol. En 1931 se trasladó con su familia a Bueu (Pontevedra) y en 1932 contrajo matrimonio con Josefina Malvido. Empezó a leer a Edgar Allan Poe, Charles Baudelaire y Stéphane Mallarmé. Tras una estancia en Valencia, volvió a Galicia por el asma de Josefina. En 1933 fijó su residencia en Ferrol y trabajó en la Academia Rapariz, dando clases de gramática, latín e historia durante dieciséis horas diarias. Se matriculó, de nuevo por libre, en la Facultad de Letras de la Universidad de Santiago y se afilió al Partido Galeguista. En 1935 se licenció en Historia por la Universidad de Santiago de Compostela y ejerció de Secretario Local del Partido Galleguista. En 1936 aprobó la oposición para profesor auxiliar en la Universidad de Santiago en la especialidad de Historia Antigua. Entre 1934 y 1938 fueron naciendo los cuatro primeros hijos de su larguísima prole.

### Guerra y posguerra

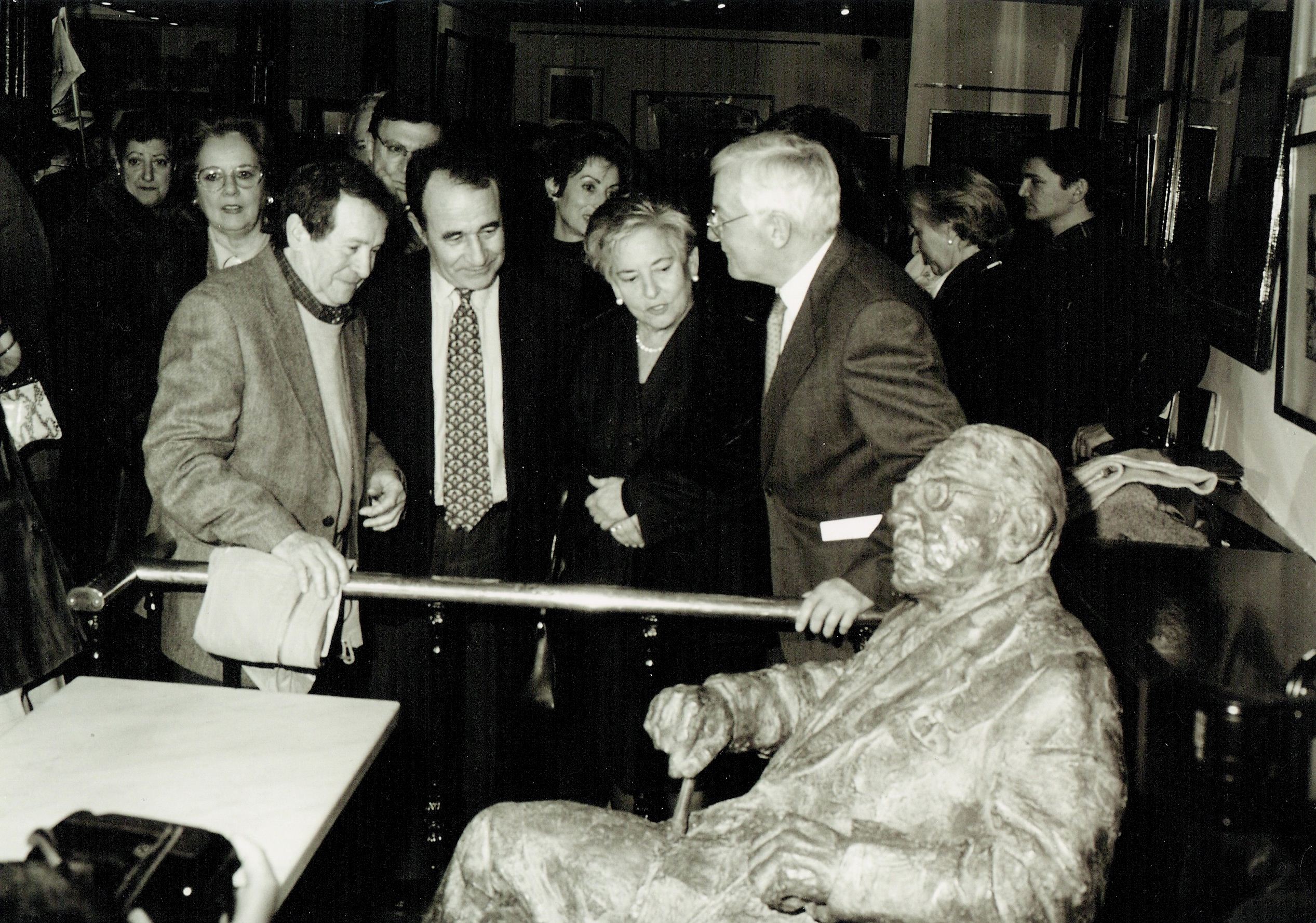
Presentación de la escultura en memoria de Torrente Ballester en el Café Novelty de Salamanca en el año 2000. De derecha a izquierda, el director de la RAE, Víctor García de la Concha; la viuda del escritor, doña María Fernanda Sánchez-Guisande Caamaño, el escritor gallego Carlos Casares y el escultor, Fernando Mayoral.

Antes del estallido de la guerra civil española, viajó a París con intención de realizar su tesis doctoral y allí le sorprendió el golpe de Estado del 18 de julio de 1936. Tras dudarlo regresó a España en octubre, para estar con su familia. Desde el autobús que le llevaba a casa vio en las cunetas cadáveres de víctimas de la represión. Su padre exclamó a modo de saludo: «¿No sabes que han fusilado a muchos de tus amigos?». Siguió la recomendación de un sacerdote de su confianza y se afilió a la Falange. En 1937 conoció en Pamplona a Dionisio Ridruejo y a los demás intelectuales falangistas del Grupo de Burgos (Pedro Laín Entralgo, Luis Rosales, Luis Felipe Vivanco…). Publicó el ensayo Razón y ser de la dramática futura en la revista Jerarquía, publicación con la que colaboraría. También colaboró con el diario falangista Arriba España, editado en Pamplona por Fermín Yzurdiaga.
En 1938 recala en Burgos y allí publicó El viaje del joven Tobías. Milagro representable en siete coloquios, en Ediciones Jerarquía. En 1939 se incorporó como profesor auxiliar a la Universidad de Santiago. Ganó el Premio Nacional de Autos Sacramentales por El casamiento engañoso, que publicó Ediciones Escorial. Además publicó Las ideas políticas: el liberalismo y Antecedentes históricos de la subversión universal, en la Editora Nacional. En 1940 preparó la oposición a enseñanzas medias y ganó la plaza en Mahón, pero permaneció en Santiago en comisión de servicio. Publicó Lope de Aguirre, en la revista Vértice. En 1941 intervino en la fundación de la revista Escorial, junto a Ridruejo, Laín, Vivanco y Rosales y el resto del Grupo de Burgos. En 1942 se trasladó a Ferrol, donde empezó a enseñar en el instituto Concepción Arenal. Publicó República Barataria. Teomaquia en tres actos, el primero dividido en dos cuadros y Siete ensayos y una farsa, en Ediciones Escorial.
En 1943 publicó su primera novela, Javier Mariño, en la Editora Nacional, pero fue secuestrada por la censura gubernativa a los veinte días de salir. En 1944 publicó los relatos Gerineldo en el Diario Arriba, y Cómo se fue Miguela, en el diario El Español. En 1946 publicó El retorno de Ulises. Comedia, en la Editora Nacional, y El golpe de Estado de Guadalupe Limón, en Ediciones Nueva Época. Tradujo, prologó y anotó las Elegías de Duino, de Rainer María Rilke, en Nueva Época, en colaboración con la alemana Metchild von Hesse Podewils.

### Madrid
En 1947 se trasladó a Madrid como profesor de Historia Universal en la Escuela de Guerra Naval, puesto que ocupó hasta 1962. En 1948 asistió a conferencias de José Ortega y Gasset en Madrid e inició su actividad como crítico teatral en el Diario Arriba. Publicó Compostela, en Afrodisio Aguado. En 1949 inició su actividad como crítico teatral en Radio Nacional de España. Publicó Literatura española contemporánea, en Afrodisio Aguado. Participó en el guion de la película Llegada de noche, de José Antonio Nieves Conde, y de El cerco del diablo, del mismo director (estrenada en 1952). En 1950 escribió La princesa durmiente va a la escuela, que no encontró editor hasta 1983, y publicó Ifigenia, en Afrodisio Aguado, y Atardecer en Longwood, en Ediciones Haz. En 1951 escribió el guion de la película Surcos de José Antonio Nieves Conde, y en 1953 el de la película Rebeldía, del mismo director. En 1954 publicó Farruquiño, en Cid (La novela del sábado).
En 1957 publicó en la editorial Arión El señor llega, primer volumen de la trilogía Los gozos y las sombras, y Teatro español contemporáneo, en Ediciones Guadarrama. En enero de 1958 falleció su mujer, Josefina Malvido, y poco después, en febrero, su padre, Gonzalo Torrente Piñón. Recibió en 1959 el Premio de Novela de la Fundación Juan March por El señor llega. Viajó a Mallorca para continuar la trilogía y allí escribió la segunda parte de Los gozos y las sombras, Donde da la vuelta el aire. En enero de 1960 conoció a María Fernanda Sánchez-Guisande Caamaño y viajó a París y Alemania. Se compró su primer magnetófono en Ferrol; desde entonces los utilizará en su trabajo. En mayo contrajo matrimonio con Fernanda. Publicó Donde da la vuelta el aire en Arión. En 1961 publicó Panorama de la literatura española contemporánea en Guadarrama. Nació este año también la primera de los siete hijos habidos en su matrimonio con Fernanda.
En 1962 firmó un manifiesto en defensa de los mineros asturianos en huelga, lo que le costó perder su puesto de trabajo en la Escuela de Guerra Naval y sus colaboraciones como crítico en Radio Nacional y Arriba. Publicó La Pascua triste, última parte de la trilogía Los gozos y las sombras. En 1963, la escasa acogida de su Don Juan (su personaje más querido y, según su hijo Gonzalo Torrente Malvido, su mejor novela), publicado en Destino, y su pelea con la censura por defender esta obra, le desanimaron de la escritura. Vivió entonces de las traducciones. Intervino en el Congreso de Escritores de Madrid. 

### Pontevedra
En 1964 solicitó el reingreso en enseñanzas medias y fue destinado a Pontevedra, donde fue profesor en el Instituto. En este período inició su colaboración en Faro de Vigo con una columna titulada «Amodo» (en gallego: lentamente). En 1965 publicó Aprendiz de hombre, en Doncel.
Actualmente uno de los Institutos de Pontevedra lleva el nombre de Torrente Ballester en homenaje al escritor, muy ligado a Pontevedra donde vivió en la calle Arzobispo Malvar y que le sirvió de inspiración para la creación de la mítica Castroforte del Baralla, villa donde transcurre la novela ’’La saga/fuga de J. B.’’ Esta obra supuso una renovación literaria por el empleo de la metaficción y los conocimientos sobre teoría literaria que adquirió como profesor en Estados Unidos.

### Estados Unidos: ida y vuelta
En 1966 fue invitado a enseñar en la State University of New York, en Albany (Nueva York), como profesor distinguido. En agosto embarcó con la familia (ahora son cinco los hijos del matrimonio) y todas sus cosas, incluida una creciente biblioteca, para Estados Unidos. En 1968 recibió en Albany visitas de Dionisio Ridruejo, Ramón Piñeiro y Dámaso Alonso. Remató su novela Off-side, escrita con una beca de la Fundación Juan March, y comenzó la escritura de Campana y piedra, germen de La saga/fuga de J. B. Ediciones Destino publicó Off-side en 1969. En esta fecha ya habían nacido dos hijos más, en Estados Unidos, los últimos.
En 1970 murió su madre, Ángela. Regresó a España y fue destinado al instituto de Orcasitas (Madrid) cuando pidió el reingreso en la enseñanza. En 1971 regresó a Albany temporalmente y terminó la redacción de La saga/fuga de J. B., una de las grandes novelas escritas en español en el siglo XX. Publicó el libro en Destino y en 1972 pasó algún tiempo en Albany. Recibió el premio de la Crítica y el Ciudad de Barcelona por La saga/fuga de J. B. En 1973 abandonó la docencia en EE. UU. y fue destinado al instituto de La Guía, en Vigo. Inició la columna Cuadernos de La Romana en el diario Informaciones. En 1975 fue elegido miembro de la Real Academia Española (RAE).

### El reconocimiento

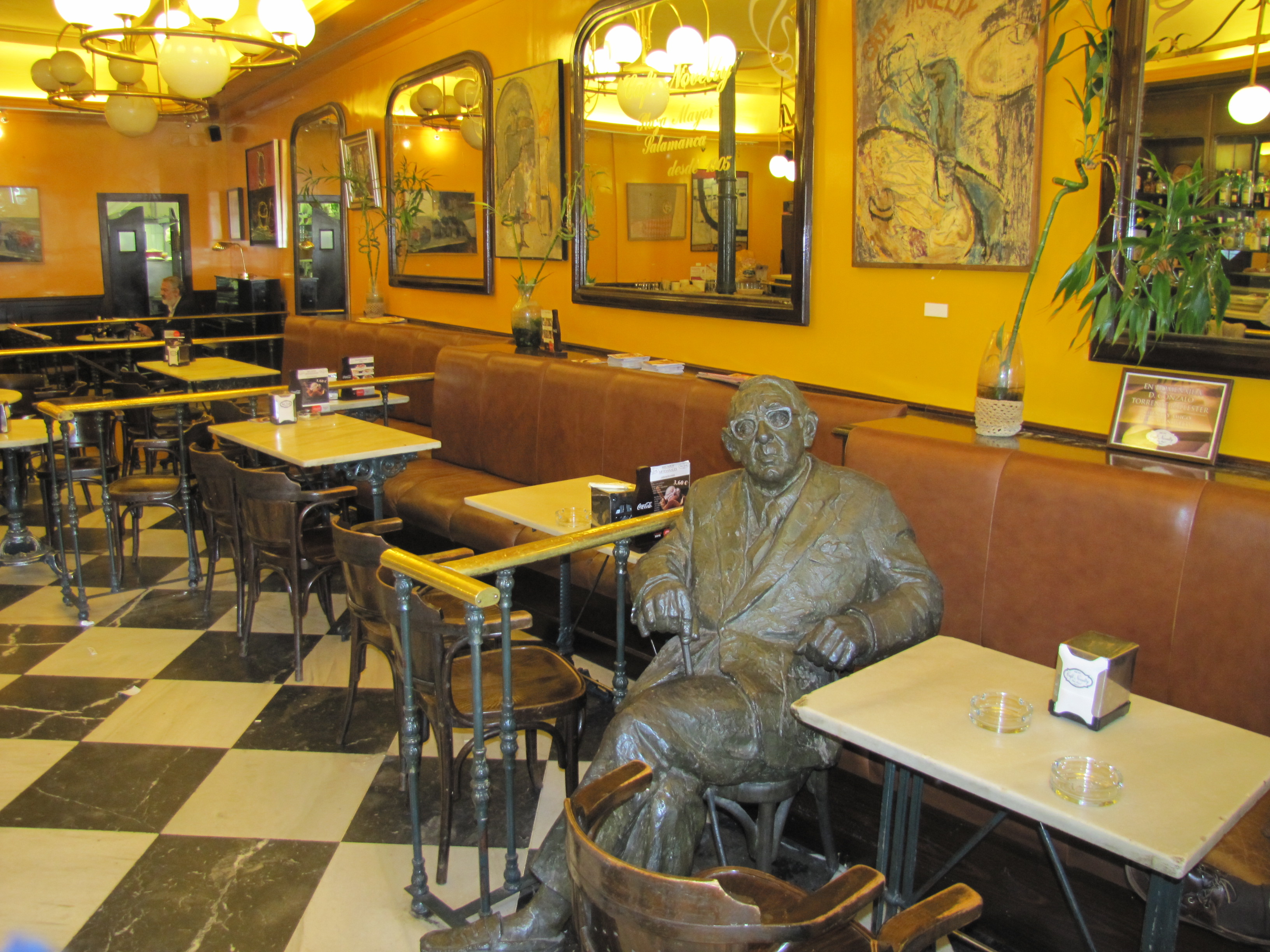
Estatua dedicada a Torrente Ballester, en el centenario Café literario Novelty en la plaza Mayor de Salamanca, obra del escultor Fernando Mayoral.

Se trasladó a Salamanca para impartir clases en el instituto Torres Villarroel. Durante los casi veinticinco años que vivió en Salamanca, congregó a su alrededor la vida cultural de la ciudad universitaria, y era habitual verle en el centenario café literario Novelty, en la plaza Mayor salmantina, donde ahora existe, en su memoria, una estatua, hecha por su amigo el escultor Fernando Mayoral. Publicó su ensayo El Quijote como juego, en Guadarrama, y apareció en libro la columna Cuadernos de La Romana, en Destino. En 1976 sufrió un infarto, pero publicó Nuevos cuadernos de La Romana, continuación de la columna de Informaciones, en Destino. En 1977 leyó su discurso de ingreso en la RAE, en la que ocupó el sillón E mayúscula, con el título Acerca del novelista y de su arte. Fue contestado por Camilo José Cela. Publicó Fragmentos de Apocalipsis y salió el primer volumen de un proyecto de Obra completa en Destino, que no continuará. En 1978 inició la redacción de relatos para Las sombras recobradas, libro que publicó en 1979, en Planeta. En 1980 se jubiló de la docencia y recibió el homenaje de la ciudad de Salamanca. En 1981 se alzó el Premio Nacional de Literatura por La isla de los Jacintos Cortados e inició la serie de artículos Cotufas en el golfo, en el diario ABC. Publicó un Currículum, en cierto modo, en la revista Triunfo. Supervisó el guion y la producción de la serie de TV Los gozos y las sombras, basada en su trilogía. En 1982 recibió el Premio Príncipe de Asturias de las Letras, ex aequo con Miguel Delibes Setién. Sus alumnos del instituto Torres Villarroel de Salamanca le brindaron en 1983 un homenaje, y le regalaron un ejemplar manuscrito por ellos mismos de la primera parte de El Quijote.
En 1982 se emitió en TV la serie Los gozos y las sombras, que obtuvo un resonante éxito de crítica y público. Publicó Ensayos críticos, en Destino; Los cuadernos de un vate vago, en Plaza & Janés, y Dafne y ensueños, en Destino. En 1983 fue nombrado hijo predilecto de Ferrol y publicó, por fin, La Princesa Durmiente va a la escuela, en Plaza & Janés. En 1984 fue nombrado hijo adoptivo de Salamanca. Publicó Quizá nos lleve el viento al infinito, en Plaza & Janés; reimprimió El Quijote como juego y otros trabajos críticos, en Destino. En 1985 recibió el Premio Miguel de Cervantes de Literatura: fueron necesarias tres votaciones, estableciéndose una fuerte pugna entre las candidaturas de Torrente Ballester y del escritor peruano Mario Vargas Llosa, que acabó resolviéndose a favor del primero por un voto de diferencia. Fue el primer novelista español que lo consiguió; recibió asimismo el Premio Vitalicio de la Fundación Pedro Barrié de la Maza por el conjunto de su obra. Publicó La rosa de los vientos, en Destino. En 1986 hizo viajes al extranjero como conferenciante (Países Bajos, Dinamarca, Argentina...). Publicó Cotufas en el golfo, en Destino. Se representó por primera vez una versión de una obra de teatro de la que es autor: ¡Oh, Penélope!, basada en su obra El retorno de Ulises, con Carmen de la Maza en el papel de Penélope. En 1987 fue nombrado doctor honoris causa por la Universidad de Salamanca y publicó: Yo no soy yo, evidentemente.
Se suceden los honores; en 1988 fue nombrado doctor honoris causa por las universidades de Santiago de Compostela y Borgoña, y le nombraron Caballero de Honor de las Artes y las Letras de la República de Francia. Ganó el Premio Planeta con Filomeno, a mi pesar, y publicó Ifigenia y otros cuentos, en Destino. En 1989 fue operado de cataratas. La Diputación de La Coruña instituyó el Premio de Narrativa Torrente Ballester. Entonces se publicó otro de sus éxitos, Crónica del rey pasmado, en Planeta, y Santiago de Rosalía Castro, en la misma editorial. En 1990 recibió el premio Libro de Oro de la Confederación Española de Libreros, y se le concedió la Medalla de Oro al mérito cultural de Santiago de Compostela. Supervisó el guion de la película El rey pasmado, escrito por su hijo, Gonzalo Torrente Malvido, y Juan Potau. En 1991 publicó Las islas extraordinarias en Planeta. Se estrena la película El rey pasmado, basada en su obra y dirigida por Imanol Uribe; ganó ocho Premios Goya de la Academia del Cine Español. En 1992 viajó a Cuba para inaugurar la Cátedra de Cultura Gallega de la Universidad de La Habana y se reúne con Fidel Castro. Además, fue nombrado doctor honoris causa por la Universidad de La Habana. Se inauguró una plaza con su nombre en La Coruña y publicó La muerte del decano, en Planeta, y Torre del Aire, editada por la Diputación de La Coruña, donde recopiló los artículos firmados bajo ese título. En 1993 tuvo lugar una semana de estudios sobre su obra en la Universidad de Vigo. En 1994 recibió el Premio Azorín de novela por La novela de Pepe Ansúrez, en Planeta, una sátira de los círculos literarios de provincias. En 1995 publicó La boda de Chon Recalde, en la misma editorial. Recibió al año siguiente el Premio Castilla y León de las Letras. Viajó a Luxemburgo para un encuentro con los traductores de su obra (Claude Bleton, Colin Smith y António Gonçalves). En 1997 visitó la Fundación César Manrique, en Lanzarote, y aprovechó para visitar a José Saramago. Participó en un homenaje a Dámaso Alonso, en Lugo. Ingresó en el hospital durante dos semanas en septiembre a causa de una neumonía. Obtuvo el Premio Rosalía de Castro, que le otorgó el Pen Club gallego. Fue nombrado hijo adoptivo de Santiago de Compostela, Pontevedra, Nigrán (Pontevedra) y Fene (La Coruña). Publicó Memoria de un inconformista, en Alianza, recopilación de los artículos publicados bajo el título A modo, en Faro de Vigo. Publicó Los años indecisos en Planeta. En 1998 ingresa en el hospital en julio y en septiembre. Fue nombrado Caballero de la Orden Santiago de la Espada (Portugal), máxima condecoración a las Artes de la República de Portugal. Se reeditó parte de su obra en la colección Biblioteca de Autor, en Alianza Editorial. En 1999 falleció, el 27 de enero, en Salamanca. Fue enterrado en el cementerio de Serantes, en una ceremonia en la que se pudieron oír las notas de «Negra sombra» interpretadas por Carlos Núñez a la gaita.
Torrente Ballester ha reconocido, en más de una ocasión, la influencia fundamental de la narrativa oral gallega de principios del siglo XX. Cita a marineros que contaban, por ejemplo, una pelea en Hong Kong. Estas narraciones eran en castellano, aunque con sintaxis gallega.
Como narrador, Torrente sobresale por el planteamiento y la resolución profundamente irónicos de sus narraciones. Esta ironía se basa en la percepción de lo real en lo maravilloso y de lo maravilloso en lo real, por lo que se le ha calificado en ocasiones como la respuesta española al realismo mágico hispanoamericano, lo cual Torrente rechazaba.
Torrente Ballester, en una entrevista publicada al final de sus días en el rotativo madrileño El País, afirmaba: «Ninguna novela me dio nunca tanta satisfacción como el ver crecer sano a cada uno de mis hijos». Entre los once nacidos en sus dos matrimonios son personas reconocidas el ya citado novelista Gonzalo Torrente Malvido, el musicólogo especializado en el barroco español y profesor de la Universidad Complutense de Madrid, Álvaro Torrente Sánchez-Guisande (actual presidente de la Fundación Gonzalo Torrente Ballester), el historiador Juan Pablo Torrente Sánchez-Guisande, el periodista Luis Felipe Torrente Sánchez-Guisande y la profesora de la Universidad de los Estudios de Florencia Francisca Ángela Torrente Sánchez-Guisande.
Entre 2007 y 2008, las editoriales Punto de Lectura y Alfaguara han reeditado parte de su obra. En concreto, en Punto de Lectura han aparecido diez títulos, entre los que se encuentran sus principales novelas: La saga/fuga de J. B., Don Juan o Fragmentos de Apocalipsis. La editorial Alfaguara editó la trilogía Los gozos y las sombras en una cuidada edición en un solo volumen.
El 27 de enero de 2024 con motivo de los actos conmemorativos por el 25 aniversario del fallecimiento de Gonzalo Torrente Ballester, el Ayuntamiento de Ferrol editó y dio a conocer la composición en forma de lied impromptu Off-Side del catedrático y compositor Miguel Brotóns. Partitura compuesta e inspirada sobre textos pertenecientes a la biografía y obra del escritor, así como en su pensamiento literario del realismo y la ficción.
En Salamanca, una biblioteca municipal recibe el nombre de Torrente Ballester como homenaje. Una avenida de la ciudad también recibe su nombre.

## 2010: centenario de su nacimiento

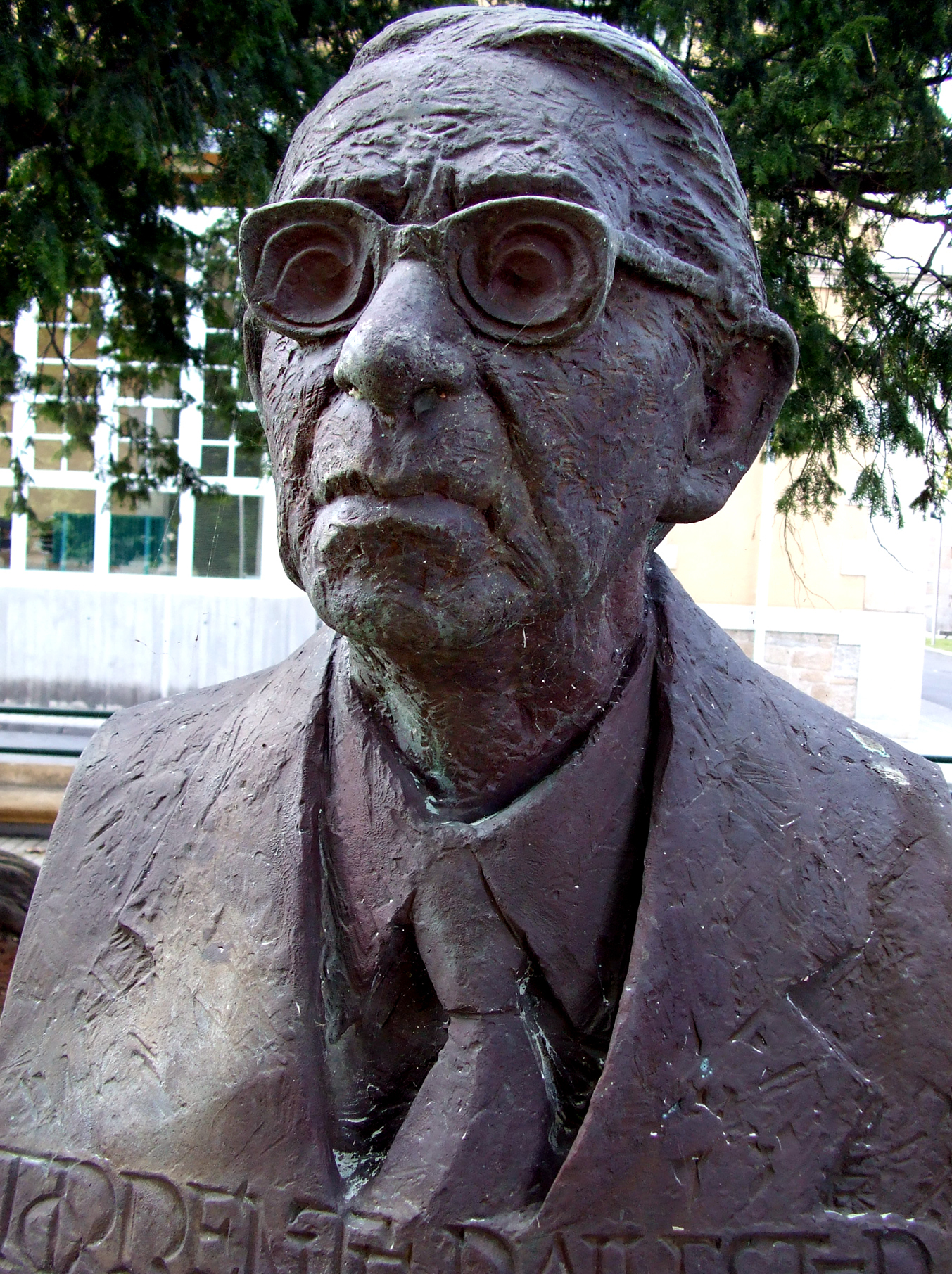
Busto de Gonzalo Torrente Ballester en Ferrol (provincia de La Coruña)

La Sociedad Estatal de Conmemoraciones Culturales (SECC) y la Fundación Gonzalo Torrente Ballester organizó una exposición itinerante con motivo del centenario del escritor que recorrió las siguientes ciudades a lo largo de 2010: Salamanca (febrero–marzo), Ferrol (marzo–abril), Logroño (mayo–junio), Santiago de Compostela (junio–septiembre), Pontevedra (octubre–noviembre). La exposición continuó en otras ciudades españolas, europeas y americanas a lo largo de 2011 en colaboración con el Instituto Cervantes.
También fue producido el vídeo documental GTBxGTB, dirigido por los periodistas Luis Felipe Torrente y Daniel Suberviola.
Con motivo del centenario de su nacimiento se reeditaron algunas de sus obras. Destacan, entre otras, la edición facsimilar de Compostela, libro escrito y publicado en 1948 para conmemorar aquel año xacobeo (Fundación Gonzalo Torrente Ballester y Consorcio de Santiago, 2010). La editorial madrileña Salto de Página quiso recuperar la segunda novela del autor, El golpe de Estado de Guadalupe Limón, publicada por primera vez en 1946. Por otro lado, la editorial Ézaro Ediciones llevó a las librerías una nueva edición de La boda de Chon Recalde y de El cuento de Sirena. Esta última es una pequeña joya ilustrada por la mano del artista gallego Miguelanxo Prado. También fue reeditado por parte de una pequeña editorial ferrolana el relato Farruquiño. Y la editorial Castalia sacó al mercado, casi cuarenta años después de su publicación, la primera edición crítica de La saga/fuga de J. B., a cargo de Carmen Becerra Suárez y Antonio Jesús Gil González.
Otro de los reconocimientos otorgados a Gonzalo Torrente Ballester en su centenario fue la emisión de un sello oficial de Correos que se puso en circulación el 8 de octubre de 2010 con un valor de 0,34 euros. El sello reproduce un retrato fotográfico del autor realizado en 1988 por su hijo José Miguel Torrente.

## Obras

### Novela
- Javier Mariño. Historia de una conversión (1943)
- El golpe de estado de Guadalupe Limón (1946)
- Ifigenia (1949)
- La trilogía Los gozos y las sombras (1957–1962), constituida por:
  - El señor llega (1957), premio de Novela de la Fundación Juan March.
  - Donde da la vuelta el aire (1960)
  - La Pascua triste (1962)
- Don Juan (1963)
- Off-side (1969)
- La saga/fuga de J. B. (1972), premios Ciudad de Barcelona y de la Crítica de 1972.
- Fragmentos de Apocalipsis (1977), premio de la Crítica
- La Isla de los Jacintos Cortados (1980), premio Nacional de Literatura
- Dafne y ensueños (1982)
- La Princesa Durmiente va a la escuela (1983)
- Quizá nos lleve el viento al infinito (1984)
- La rosa de los vientos (1985)
- Yo no soy yo, evidentemente (1987)
- Filomeno, a mi pesar (Premio Planeta 1988)
- Crónica del rey pasmado (1989)
- Las islas extraordinarias (1991)
- La muerte del decano (1992)
- El Hostal de los Dioses amables (1993)
- La novela de Pepe Ansúrez (1994), premio Azorín.
- La boda de Chon Recalde (1995)
- Los años indecisos (1997)
- Doménica (1999)

### Teatro
- El viaje del joven Tobías (1938)
- El casamiento engañoso (1939)
- Lope de Aguirre (1941)
- República Barataria (1942)
- El retorno de Ulises (1946)
- Atardecer de Longwood (1950)

### Ensayo
- Panorama de la literatura española contemporánea (1956)
- Teatro español contemporáneo (1957)
- Siete ensayos y una farsa (1972)
- El Quijote como juego (1975)
- Los cuadernos de un vate vago (1982)
- Diarios de trabajo 1942–1947 (1982)
- Mi fuero interno (2011)

### Periodismo
- Cuadernos de La Romana (1975)
- Nuevos Cuadernos de La Romana (1977)
- Cotufas en el golfo (1986)
- Torre del aire (1993)
- Memoria de un inconformista (1997)

### Miscelánea
- Compostela y su ángel (1948)
- Farruquiño (1954)
- Las sombras recobradas (1979) (incluye Fragmentos de memorias: El cuento de sirena, Farruco, el desventurado y Farruquiño, y Historias de humor para eruditos: Mi reino por un caballo (falsa novela inglesa) y El Hostal de los Dioses Amables)
- Los cuadernos de un vate vago (1982)
- Santiago de Rosalía Castro (1989)
- Lo mejor de Gonzalo Torrente Ballester (1989)
- Los mundos imaginarios (1994)

### Adaptaciones
- César y Cleopatra (1958), de Bernard Shaw
- La Celestina, de Fernando de Rojas, estrenada en el Teatro de La Comedia de Madrid en 1988 por la Compañía Nacional de Teatro Clásico, con Adolfo Marsillach, director; Amparo Rivelles en el papel de Celestina; y música de Carmelo Bernaola).

### Traducciones
- Maigret, Lognon y los gángsteres, de Georges Simenon (Editorial Caralt, 1963)
- Historia de la Humanidad, de Jean Duché (Ediciones Guadarrama, 1964, 5 vols.)